# Fonologia do crioulo cabo-verdiano
O sistema fonológico do crioulo cabo-verdiano deriva em grande parte do sistema fonológico do português dos século XV a XVII. Entre características conservadoras o crioulo manteve, por exemplo, as consoantes africadas /ʤ/ e /ʧ/ (escritas «j» (em início de palavra) e «ch», no português antigo) que já não estão em uso no português contemporâneo, e as vogais pré-tónicas não sofreram a redução que se verifica no português europeu contemporâneo. Entre características inovadoras, o fonema /ʎ/ do português (escrito lh) evoluiu para o fonema /ʤ/ em crioulo, e as vogais foram sujeitas a diversos fenómenos fonéticos.

Para o ortografia que será usada neste artigo:

## Vogais
No crioulo cabo-verdiano encontramos oito fonemas vocálicos orais, e os correspondentes oito fonemas nasais, perfazendo assim um total de dezasseis vogais:
Sons vocálicos
|             | Anterior não-arredondada | Anterior não-arredondada | Central não-arredondada | Central não-arredondada | Posterior arredondada | Posterior arredondada |
| oral        | nasal                    | oral                     | nasal                   | oral                    | nasal                 |                       |
| ----------- | ------------------------ | ------------------------ | ----------------------- | ----------------------- | --------------------- | --------------------- |
| Fechada     | i                        | ĩ                        |                         |                         | u                     | ũ                     |
| Semifechada | e                        | ẽ                        |                         |                         | o                     | õ                     |
| Semiaberta  | ɛ                        | ɛ̃                        | ɐ                       | ɐ̃                       | ɔ                     | ɔ̃                     |
| Aberta      |                          |                          | a                       | ã                       |                       |                       |

No entanto, essas vogais não aparecem em qualquer contexto. Só em posição tónica é que podemos encontrar qualquer uma das dezasseis vogais apresentadas acima. Em posição átona pré-tónica normalmente não aparecem as vogais /ɛ/, /ɛ̃/, /a/, /ã/, /ɔ/ ou /ɔ̃/. Em posição átona final só aparecem as vogais /i/, /ɐ/ ou /u/ (no crioulo de Santiago por vezes /e/ ou /o/).

### Descrição dos fonemas vocálicos
| Fonema | Exemplo                                                  | Significado em português          | Descrição                                                                                        |
| ------ | -------------------------------------------------------- | --------------------------------- | ------------------------------------------------------------------------------------------------ |
| /i/    | mídju /ˈmiʤu/ lí /li/ sí /si/                            | milho aqui se                     | Anterior fechada oral não-arredondada, como em português bico.                                   |
| /ĩ/    | cínza /ˈsĩzɐ/ sím /sĩ/                                   | cinza sim                         | Anterior fechada nasal não-arredondada, como em português fim.                                   |
| /e/    | drêtu /ˈdɾetu/ lê /le/ bêra /ˈbeɾɐ/ sê /se/              | bem, direito ler beira seu, sua   | Anterior semifechada oral não-arredondada, como em português dedo.                               |
| /ẽ/    | bêm /bẽ/ sêm /sẽ/                                        | vir sem                           | Anterior semifechada nasal não-arredondada, como em português pensar.                            |
| /ɛ/    | cabéça /kɐˈbɛsɐ/ béra /ˈbɛɾɐ/ Béla /ˈbɛlɐ/ séda /ˈsɛdɐ/  | cabeça mau, bera Bela (nome) seda | Anterior semiaberta oral não-arredondada, como em português fé.                                  |
| /ɛ̃/    | duénça /duˈɛ̃sɐ/ sénda /ˈsɛ̃dɐ/                            | doença senda                      | Anterior semiaberta nasal não-arredondada, parecida com o e do português fé, mas com nasalidade. |
| /ɐ/    | cabéça /kɐˈbɛsɐ/ cabâ /kɐˈbɐ/ pâ /pɐ/                    | cabeça acabar para, por           | Central semiaberta oral não-arredondada, como em português (europeu) para.                       |
| /ɐ̃/    | cansêra /kɐ̃ˈseɾɐ/ cambâ /kɐ̃ˈbɐ/                          | canseira enfiar-se, desaparecer   | Central semiaberta nasal não-arredondada, como em português dançar.                              |
| /a/    | cábra /ˈkabɾɐ/ bála /ˈbalɐ/ báda /ˈbadɐ/ pá /pa/         | cabra bala ida pá                 | Central aberta oral não-arredondada, como em português pá.                                       |
| /ã/    | bánda /ˈbãdɐ/                                            | lado, banda                       | Central aberta nasal não-arredondada, parecida com o a do português pá, mas com nasalidade.      |
| /u/    | túdu /ˈtudu/ bú /bu/ múdu /ˈmudu/                        | tudo tu mudo                      | Posterior fechada oral arredondada, como em português tu.                                        |
| /ũ/    | úm /ũ/ múndu /ˈmũdu/                                     | um mundo                          | Posterior fechada nasal arredondada, como em português um.                                       |
| /o/    | lôça /ˈlosɐ/ cinôra /siˈnoɾɐ/ bô /bo/ pô /po/            | louça cenoura tu pôr              | Posterior semifechada oral arredondada, como em português boca.                                  |
| /õ/    | bôm /bõ/ põ /põ/                                         | bom pão                           | Posterior semifechada nasal arredondada, como em português convite.                              |
| /ɔ/    | bóca /ˈbɔkɐ/ bóla /ˈbɔlɐ/ sinhóra /siˈɲɔɾɐ/ móda /ˈmɔdɐ/ | boca bola senhora como            | Posterior semiaberta oral arredondada, como em português só.                                     |
| /ɔ̃/    | spónja /ˈspɔ̃ʒɐ/ mónda /ˈmɔ̃dɐ/                            | esponja monda                     | Posterior semiaberta nasal arredondada, parecida com o o do português só, mas com nasalidade.    |